# Bruno Cazarine
Bruno Cazarine Constantin, o più semplicemente Bruno Cazarine (Mogi das Cruzes, 6 maggio 1983), è un ex calciatore brasiliano, di ruolo attaccante.